# Сидни Сам
Сидни Сам (на немски: Sidney Sam) е германски футболист, роден на 31 януари 1988 г. в Кил. Понастоящем е футболист на Шалке 04.
Играе в юношеските формации на ТуС Метенхоф, Килия Кил, Холщайн Кил и Хамбург, преди да стане част от дублиращия отбор на Хамбург през 2006 г. От сезон 2007/2008 попада и в групата за мачове на „А“ отбора. В Първа Бундеслига дебютира на 20 октомври 2007 г. срещу Щутгарт, когато се появява в игра 13 минути преди края на мача, заменяйки Давид Яролим. В края на сезона 2007/08 Сам записва общо 4 мача в Първа Бундеслига. След първия кръг на кампанията 2008/09 младежкият национал на Германия е преотстъпен за една година на втородивизионния Кайзерслаутерн, където прави добри мачове, въпреки че понякога играе и разочароващо. През лятото на 2009 г. наемът му е продължен за още една година при „червените дяволи“.
За младежкия национален отбор на Германия Сидни Сам изиграва общо 9 мача.

## Видео
- Гол на Сидни Сам срещу Аугсбург